# Kongregace (římská kurie)
V papežské kurii byly kongregace  až do roku 2022 typem oddělení kurie. Byly druhým nejvýše postaveným útvarem, který se řadí pod oba sekretariáty a nad papežské rady, papežské komise, tribunály a úřady.
Původně byly kongregace vybranými skupinami kardinálů vybraných z kardinálského kolegia, pověřenými péčí o některou oblast činnosti, která se týkala Svatého stolce. V důsledku rozhodnutí II. vatikánského koncilu byli členy diecézní biskupové z různých částí světa, kteří nebyli kardinály. Každá kongregace má také stálý personál.
V čele každé kongregace stál prefekt, kterým byl obvykle kardinál. Do 21. století byl nekardinál jmenovaný do čela kongregace stylizován jako proprefekt, dokud se nestal kardinálem. Od této praxe se již upustilo. 

## Historie a funkce
Svatý stolec v různých dobách organizoval určité kuriální útvary, aby mu pomáhaly při vyřizování záležitostí, které do Říma přináší kanonická disciplína a individuální zájmy věřících. Z nich byly tradičně nejdůležitější římské kongregace, jak je zřejmé už z pouhé úvahy o důstojnosti jejich členství, složené z kardinálů, kteří pomáhají papeži při správě církevních záležitostí, i když ne vždy se kardinálové podíleli na správě církevních záležitostí stejným způsobem. Podle platného práva jsou si dikasteria právně rovna, ale kongregace mají obecně větší přímou jurisdikci než ostatní dikasteria.
Církevní záležitosti dříve vyřizovala papežská kancelář. Stále rostoucí počet obchodních záležitostí a jejich stále větší složitost si však vyžádaly vytvoření samostatných specializovaných administrativně-legislativních orgánů (administrativní a legislativní funkce církevní správy nejsou v katolické církvi tak ostře odděleny jako ve světské vládě s dělbou moci).
Římské kongregace vznikly z od počátku pociťované nutnosti studovat otázky předkládané k papežskému rozhodnutí, aby bylo možné tříbit vzniklé právní otázky a řádně zjišťovat skutkové záležitosti. Tato práce, zpočátku svěřená papežským kaplanům, byla později rozdělena mezi penitenciáře a auditores podle toho, zda se jednalo o otázky vnitřního nebo vnějšího fóra (tj. jurisdikce). Poté se k nim přidružili kardinálové ve větším či menším počtu. Často jim však nebyla svěřena pouze příprava případu, ale byla jim dána pravomoc jej rozhodnout. Zvýšený počet případů přirozeně vyžadoval větší počet osob, které se jimi zabývaly. Navíc z důvodu efektivity a spravedlnosti bylo vhodné, ba dokonce nutné, aby ti druzí byli v dané věci nejzkušenější, a proto byly projednávané věci přidělovány různým skupinám. Toto rozdělení by zřejmě usnadnilo výběr moudrých a zkušených mužů ve všech odvětvích církevních záležitostí. Odtud také přirozené rozdělení na záležitosti výkonné, přidělené úřadům (officia), soudní, vyhrazené tribunálům, a správní, svěřené římským kongregacím.

## Reformy
Římské kongregace vznikly v průběhu 16. století po období vážných otřesů (od velkého západního schizmatu po protestantskou reformaci), po nichž následovalo upevnění papežské autority a vlády a následná restrukturalizace kurie. Dikasteria vznikla v rámci kardinálského kolegia jako omezené a dočasné komise pro zkoumání konkrétních problémů (týkajících se jak světské správy papežských států, tak duchovní správy univerzální církve) a postupně se staly stálými a přímo podřízenými papeži, který vybíral jejich členy a jmenoval jejich prefekty.
Papež Sixtus V. byl první, kdo tyto správní záležitosti rozdělil mezi různé kongregace kardinálů. Ve své apoštolské konstituci Immensa Aeterni Dei (22. ledna 1588) zobecnil myšlenku, již vymysleli a částečně uvedli do praxe někteří jeho předchůdci, svěřit tu či onu kauzu nebo skupinu kauz k posouzení nebo rozhodnutí několika kardinálům. Rozumným rozdělením administrativních záležitostí vytvořil onu trvalou organizaci těchto oddělení kurie, která od té doby prokázala církvi tak velké služby. Kongregace, které Sixtus V. zpočátku zřídil, byly oficiálně označeny jako:
1. Kongregace svaté inkvizice
2. Kongregace pro Signaturu milosti
3. Kongregace pro stavbu kostelů a konzistorní ustanovení
4. Kongregace pro hojnost zásob a prosperitu časných církevních panství
5. Kongregace pro posvátné obřady a ceremonie
6. Kongregace pro vybavení loďstva a jeho udržování pro obranu církevních panství
7. Kongregace pro index zakázaných knih
8. Kongregace pro provádění a výklad Tridentského koncilu
9. Kongregace pro zmírnění nemocí církevních stavů
10. Kongregace pro římskou univerzitu (nebo školu)
11. Kongregace pro předpisy řeholních řádů
12. Kongregace pro předpisy pro biskupy a jiné preláty
13. Kongregace pro péči o silnice, mosty a vody
14. Kongregace pro vatikánský tisk
15. Kongregace pro správu záležitostí časných církevních dominií
16. Kongregace pro východní církve

Ačkoli hlavním cílem kardinálských kongregací bylo pomáhat svrchovanému papeži při správě církevních záležitostí, některé z těchto kongregací byly vytvořeny na pomoc při správě světských států Svatého stolce. Jejich počet se měnil podle okolností a momentálních potřeb. V době kardinála De Lucy jich bylo asi devatenáct, jak uvádí ve svém Relatio Romanæ Curiæ forensis, aniž by se počítaly další kongregace nižšího řádu, složené z prelátů, jako byly například Congregatio baronum et montium a Congregatio computorum.

### Reforma Pia X.
Různí papežové přidávali další kongregace, až papež Pius X. v konstituci Sapienti Consilio z 29. června 1908 stanovil úplnou organizaci, podle níž existuje třináct kongregací, přičemž kongregaci Propagandy počítá jen jako jednu. Posledně jmenovaná kongregace je však rozdělena na dvě části. Pokud se Kongregace Propagandy pro záležitosti latinského obřadu a Kongregace Propagandy pro záležitosti východního obřadu dělí na dvě kongregace, lze ji považovat za dvě, takže celkový počet kongregací je čtrnáct. Sixtus V. udělil řádnou jurisdikci každé z kongregací, které zřídil, v mezích případů, které jí byly přiděleny, přičemž si pro sebe a své nástupce vyhradil předsednictví některých důležitějších kongregací, jako je Kongregace svaté inkvizice a Kongregace signatury milosti. Postupem času se kardinálské kongregace, které se zpočátku zabývaly výhradně administrativními záležitostmi, začaly vyjadřovat k právním bodům jim předkládaných případů, až kongregace zastínily církevní tribunály a dokonce i Tribunál Římské roty a v podstatě téměř zaujaly jejich místo. Časem bylo vyřizování záležitostí ztíženo kumulací jurisdikcí, kdy různé kongregace vykonávající jurisdikci vydávaly rozhodnutí a přijímaly zákony ve stejných věcech. Pius X. se rozhodl přesněji vymezit kompetence jednotlivých kongregací a jinak zajistit lepší výkon jejich funkcí.
Dne 29. června 1908 konstitucí Sapienti Consilio papež Pius X. snížil počet kongregací na 11. Byly to:
1. Svaté oficium
2. Konzistoriální kongregace
3. Svátosti
4. Koncil
5. Řeholnice
6. Propaganda
7. Obřady
8. Obřadní
9. Mimořádné církevní záležitosti
10. Semináře a univerzity
11. Východní církev

Všechna rozhodnutí posvátných kongregací vyžadovala papežské schválení, pokud jim papež předem neudělil zvláštní pravomoci. Podle Piovy reformy úředníci kongregací se dělí do dvou tříd: na nižší úředníky, kteří mají být vybráni na základě výběrového řízení a jmenováni listem kardinála prefekta, a na vyšší úředníky, které volně vybírá papež a jmenuje je nótou kardinál státní sekretář. Od nynějška nemá docházet ke kumulaci úřadů v rukou jedné osoby, a to nejen proto, aby se vyhovělo požadavkům distributivní spravedlnosti, ale také proto, že zastávání několika úřadů stejnou osobou často vede ke škodě služby. Proto je zakázáno, aby úředník jedné z kongregací vykonával jakoukoli funkci zástupce, prokurátora nebo obhájce ve svém vlastním oddělení nebo v jiném církevním soudu.
Kompetence „congresso“ v každé kongregaci jsou stanoveny. Kongregace se skládá z hlavních úředníků pod předsednictvím kardinála, který kongregaci předsedá. Zabývá se méně důležitými záležitostmi mezi těmi, které se projednávají na kongregaci, zatímco ty, které jsou důležitější, musí být postoupeny plénu kardinálské kongregace. Úkolem kongregace je také připravit k projednání ty záležitosti, které mají být projednány plnou kongregací. Na druhé straně je kongregace pověřena prováděním nařízení plné kongregace, která obdržela schválení papeže. Jako příklady záležitostí větší důležitosti, které musí projednat plná kongregace, jsou ve zvláštních pravidlech (normæ peculiares) uvedena řešení pochybností nebo otázek, které mohou vzniknout v souvislosti s výkladem církevních zákonů, projednávání důležitých správních sporů a podobných záležitostí. Normæ peculiares a normæ communes spolu s konstitucí „Sapienti Consilio“ tvořily celý kodex Piovy organizace římských církevních úřadů.

### Reforma Pavla VI.
Po II. vatikánském koncilu vyhlásil papež Pavel VI. konstitucí Regimini Ecclesiae Universae z 15. srpna 1967 mnoho změn, které požadovala kurie. Jednou z hlavních změn, které Pavel VI. zavedl, bylo přijetí diecézních biskupů a arcibiskupů za členy kongregací, což bylo dříve vyhrazeno pouze kardinálům.

### Reforma Jana Pavla II.
Poslední reorganizace římských kongregací přišla s konstitucí papeže Jana Pavla II. Pastor Bonus, vydanou 28. června 1988. Tato konstituce více sladila strukturu kurie s normami stanovenými Kodexem kanonického práva z roku 1983 a prvními návrhy toho, co se stalo Kodexem kánonů pro východní církve z roku 1990. Pastor Bonus také pokračoval v Pavlově rozšiřování členství v kongregacích a umožnil kněžím, jáhnům, řeholníkům a laikům být členy některých kongregací a zřídil konzultory, odborníky jmenované při dikasteriích Římské kurie, aby v případě potřeby poskytovali stanoviska, ať už jednotlivě, nebo kolektivně, k určitým otázkám. Reformou Jana Pavla II. vznikly následující kongregace: 
1. Kongregace pro nauku víry
2. Kongregace pro východní církve
3. Kongregace pro bohoslužbu a svátosti
4. Kongregace pro blahořečení a svatořečení
5. Kongregace pro evangelizaci národů
6. Kongregace pro klérus
7. Kongregace pro společnosti zasvěceného života a společnosti apoštolského života
8. Kongregace pro katolickou výchovu
9. Kongregace pro biskupy

Sr. Luzia Premoli, generální představená Misionářek komunity, byla v roce 2014 jmenována členkou Kongregace pro evangelizaci národů, a stala se tak první ženou, která byla jmenována členkou vatikánské kongregace.

### Reforma papeže Františka
Papež František apoštolskou konstitucí Praedicate Evangelium k 5. červnu 2022 změnil názvy všech kongregací na dikasterium; některé kongregace zrušil a sloučil s jinými kuriálními útvary, jiné pouze přejmenoval na dikasterium.

## Organizace
Jednalo se o stálé komise složené z kardinálů, arcibiskupů a biskupů, kteří měli na starosti konkrétní církevní záležitosti. Členové byli jmenováni papežem na pětileté funkční období: po dosažení věku 75 let je každý člen povinen odstoupit z funkce. V případě úmrtí papeže funkce zaniká.
Každou kongregaci řídil kardinál prefekt jmenovaný papežem. Do této funkce mohl být povýšen i arcibiskup, ale v takovém případě arcibiskup řídil úřad s titulem pro-prefekta, dokud nebyl v následující konzistoři jmenován kardinálem. Prefekt, pokud jde o řízení lidí a vyřizování záležitostí dikasteria, využíval spolupráce sekretáře (obvykle arcibiskupa) a podsekretáře. V době neobsazení papežského stolce se sekretáři zabývají běžnou správou kongregací. Pokud přijímají naléhavá opatření, musí je nový papež potvrdit do tří měsíců od svého zvolení.
Nejdůležitější opatření musela být projednána a schválena na plenárním zasedání a ještě potřebovala papežský souhlas. Kongregace využívaly spolupráce s kolegiem konzultantů, kteří byli jmenováni z řad odborníků na témata, jimiž se mají zabývat (zpravidla profesoři náboženství na papežských univerzitách). V případě kompetenčních sporů mezi kongregacemi měl za úkol řešit spory Nejvyšší tribunál apoštolské signatury.

### Zrušené kongregace
Přehled různých dalších kongregací, které se vyskytovaly v průběhu staletí a byly zrušeny nebo přeměněny v jinou kongregaci:
- Kongregace církevní státní hojnosti
- Kongregace vod
- Kongregace pro mimořádné církevní záležitosti
- Kongregace Ancona
- Avignonská kongregace
- Kongregace de Auxiliis divinae gratiae
- Kongregace baronů církevního státu
- Kongregace dobré správy
- Kongregace sčítání lidu
- Kongregace ceremoniálů
- Sněm Rady
- Sjednocení hranic
- Konzultační shromáždění
- Kongregace pro opravu knih východní církve
- Shromáždění pravidelné kázně
- Hospodářská kongregace
- Kongregace pro volbu biskupů
- Fermo nebo kongregace Fermo
- Kongregace pro církevní imunitu
- Kongregace Indexu
- Kongregace pro odpustky a svaté relikvie
- Inkviziční kongregace
- Loretánská kongregace
- Námořní kongregace
- Kongregace Propaganda Fide
- Kongregace pro rezidenci biskupů
- Kongregace ctihodného Fabrika svatého Petra
- Obřadní kongregace
- Zdravotní kongregace
- Kongregace pro osvobození církevního stavu od břemen a zatížení
- Zvláštní kongregace pro obnovu baziliky svatého Pavla za hradbami
- Kongregace vatikánské tiskárny
- Shromáždění studií
- Kongregace teroru římských důstojníků
- Kongregace biskupů a řeholníků
- Kongregace pro apoštolskou vizitaci
- Kongregace mincovny